# Rutscher-Zins
Rutscher-Zins oder Rutscher-Zinsen, teils auch als Rutscher-Recht, Kutschir oder Rutschar-Recht bezeichnet, lateinisch „pensiones promibiles“ oder „pensiones promovibiles“ sowie „census promibiles“, war die Bezeichnung für einen im Laufe der Zeit stetig anwachsenden – nach oben rutschenden – Zins für eine zu spät gezahlte Geldschuld.
Der von dem Gläubiger vorab für die teilweise nach Tagen oder gar nur nach Stunden in der Regel willkürlich festgesetzte Zins für eine verspätete Zahlung eines bestimmten Betrages („Erb-Zins“) konnte beispielsweise täglich zu einer Verdoppelung des geschuldeten Betrages führen. Durch einen Rutscher-Zins konnte die Summe der Schuld von zum Beispiel 4 Groschen nach einem Tag auf das Doppelte – 8 Groschen – anwachsen, am nächsten Tag dann auf 16 Groschen usw.
Der Rutscher-Zins konnte dazu führen, dass säumigen Schuldnern in vergleichsweise kurzer Zeit ihr gesamtes Hab und Gut gepfändet wurde. Mitte des 18. Jahrhunderts wurde er kaum noch erhoben; stattdessen wurden dem Schuldner ebenfalls willkürlich festgesetzte Strafen auferlegt.
Mitunter wurde der Begriff auch für den Wortzins benutzt.